# Sheryl Crow (album)
Sheryl Crow – drugi album studyjny amerykańskiej wokalistki Sheryl Crow, wydany 24 września 1996 roku przez wytwórnię A&M.

## Lista utworów
1. Maybe Angels
2. A Change Would Do You Good
3. Home
4. Sweet Rosalyn
5. If It Makes You Happy
6. Redemption Day
7. Hard To Make A Stand
8. Everyday Is A Winding Road
9. Love Is A Good Thing
10. Oh Marie
11. Superstar
12. The Book
13. Ordinary Morning

## Single i teledyski
- If It Makes You Happy
- Everyday Is A Winding Road
- Hard To Make A Stand
- A Change Would Do You Good
- Home